# Кубрак Йосип Микитович
Йо́сип Мики́тович Кубрак (1899, Кукільники Рогатинського повіту — 3 листопада 1937, Сандармох) — вояк Армії УНР. Політик лівого спрямування.

## Біографія
Народився в с. Кукільники Рогатинського повіту (Галичина), українець, освіта — незакінчена середня. Служив у австрійському війську та в армії УНР (1915—1918), певний час перебував у російському полоні. Колишній член УПСР (1917—1918) і УПСР (боротьбистів, 1918—1920), УКП, потім КП(б)У. Працював у партійних органах (1918—1921), був робітником, згодом — завклубу політемігрантів у Харкові (1926—1928), помічник технічного керівника у видавництві УРЕ.
Арештований у березні 1934 року — у справі «Української військової організації». Судовою трійкою при Колегії ГПУ УСРР 25 травня 1934 року засуджений за ст. 54-11 КК УСРР на 10 років виправно-трудових таборів.
Відбував покарання у Соловках (табірний пункт «Кремль»).
Постановою окремої трійки Управління НКВД СРСР по Ленінградській області від 9 жовтня 1937 року дістав найвищу кару (розстріл). Вивезений з островів з великим етапом в'язнів Соловецької тюрми і страчений 3 листопада 1937 року в урочищі Сандармох, що лежить поблизу Повенецької затоки Онезького озера, більш як за 15 км від робітничого селища Медвежа Гора (нині Медвеж'єгорськ, Республіка Карелія, РФ).
Реабілітований судом Архангельської області РРФСР (09.12.1964) і Верховним судом УРСР (23.01.1965).